# بابی کرم
بابی کرم (انگلیسی: Bobby Cram؛ ۱۹ نوامبر ۱۹۳۹ – ۱۴ آوریل ۲۰۰۷) بازیکن فوتبال اهل بریتانیا بود.
از باشگاه‌هایی که در آن بازی کرده‌است می‌توان به باشگاه فوتبال وست برومویچ آلبیون، باشگاه فوتبال بث سیتی، و باشگاه فوتبال کولچستر یونایتد اشاره کرد.